# Microcampylopus
Microcampylopus là một chi rêu trong họ Dicranaceae.